# Cyphastrea decadia
Cyphastrea decadia là một loài san hô trong họ Faviidae. Loài này được Moll & Best mô tả khoa học năm 1984.